# Fi 253 (航空機)
フィーゼラー Fi 253
フィーゼラー Fi 253の試作機
- 用途：スポーツ機
- 製造者：フィーゼラー
- 初飛行：1937年11月4日
- 生産数：6機

フィーゼラー Fi 253 シュパッツ（Fieseler Fi 253 Spatz：スズメ）は、ドイツのフィーゼラー社で製造された民間用の軽飛行機である。
Fi 253は廉価で信頼性のある機体を目指して設計された。コックピットは並列複座配置であり、出力50 hp (37 kW)のツェンダップ製Z 9-092 直列4気筒エンジンを装着していた。第二次世界大戦のために僅か6機のみが製造された。

## 要目
（Fi 253）
- 乗員：1名
- 搭載量：操縦士：1名、乗客：1名、205kg
- 全長：7.25 m (23 ft 9 in)
- 全幅：11 m (36 ft 1 in)
- 全高：2.3 m (7 ft 7 in)
- 翼面積：16 m2 (170 sq ft)
- 空虚重量：295 kg (650 lb)
- 最大離陸重量：500 kg (1,102 lb)
- エンジン：1 × ツェンダップ Z 9-092 直列4気筒、37 kW (50 hp)
- 最高速度：140 km/h (87 mph; 76 kn)
- 巡航速度：125 km/h (78 mph; 67 kn)
- 航続距離：450 km (280 mi; 243 nmi)